# Grails
A Grails egy nyílt forráskódú webes keretrendszer, mely a Java platformra illetve a Groovy nyelvre épül.
A fejlesztés 2005 júliusában kezdődött, a 0.1 verzió 2006. március 29-én jelent meg, az 1.0 verzió 2008. február 18-án.
A projekt eredeti neve 'Groovy on Rails' volt, de 2006 márciusában David Heinemeier Hansson, a Ruby on Rails alkotójának kérésére átkeresztelték az informálisan már egyébként is használt rövidebb Grails névre.

## Architektúra
| grails-app/domain/Cow.groovy           |
| -------------------------------------- |
| class Cow { String name String color } |

A Grails keretrendszer az MVC mintát használja.

### Modell (Model)
A modell az adatokat reprezentálja. A domain osztályok konvenció szerint a grails-app/domain/ könyvtárban vannak.

### Nézet (View)
A nézetek az adatokat jelenítik meg a felhasználók felé, illetve felhasználói interakciókat fogadnak. Mivel a Grails webes keretrendszer, a nézetek weboldalként jelennek meg. A Grails támogatja a JSP és a GSP technológiákat. Az elnevezési konvenciót követve a grails-app/views/cow/list.gsp fájlba kerül az a nézet, amely a CowController vezérlő list akciójához tartozik. Az elnevezések alapján a keretrendszer automatikusan elvégzi a hozzárendelést. Az alábbi példa egy GSP-ben írt nézetet mutat:
| grails-app/views/cow/list.gsp |
| --- |
| <html> <head> <title>Teheneink teljes listája</title> </head> <body> <h2>Teheneink teljes listája</h2> <ul> <g:each in="${cows}"> <li>${it.name} (${it.name})</li> </g:each> </ul> </body> </html> |

### Vezérlő (Controller)
| grails-app/controllers/CowController.groovy                  |
| ------------------------------------------------------------ |
| class CowController { def list = { [ cows: Cow.findAll() ] } |

A vezérlők állítják elő a nézetektől kapott felhasználói inputok alapján a megjelenítendő adatszerkezeteket a nézetek számára.
A konvenció szerint a vezérlők a grails-app/controllers/ mappában vannak. A vezérlő tipikus művelete például az összes példány listázása.

## Perzisztencia
A Grails-ben az alkalmazásfejlesztő csak a domain osztályokat definiálja, a perzisztencia a keretrendszer dolga. A Grails perzisztenciakezelője a GORM (Grails Object Relational Mapping), ami a Hibernate perzisztáló mechanizmusára épít. Minden osztályhoz automatikusan hozzárendeli az id és a version adatmezőket és generálja a perzisztáláshoz szükséges metódusokkal.

### Osztálymetódusok
A GORM által kezelt domain osztályok rendelkeznek a következő statikus metódusokkal:
| metódus                                                     | magyarázat                                                       | példa                                                              |
| ----------------------------------------------------------- | ---------------------------------------------------------------- | ------------------------------------------------------------------ |
| count()                                                     | Az adott osztályból tárolt rekordok száma az adatbázisban.       | def cowCount = Cow.count()                                         |
| exists()                                                    | Igazat ad vissza, ha létezik adott típusú rekord.                | def cowExists = Cow.exists(1)                                      |
| find()                                                      | Visszaadja a feltételnek megfelelő első rekordot.                | def cow = Cow.find("from Cow c where c.color = ?", [ 'Lila' ])     |
| findAll()                                                   | Visszaadja a feltételnek megfelelő rekordok listáját.            | def cows = Cow.findAll("from Cow c where c.color = ?", [ 'Lila' ]) |
| findBy*()                                                   | Visszaadja a mintának megfelelő első rekordot.                   | def cow = Cow.findByColor("lila")                                  |
| findBy*Like()                                               | Visszaadja a mintának megfelelő első rekordot.                   | def cow = Cow.findByColorLike("li%")                               |
| findAllBy*()                                                | Visszaadja a mintának megfelelő rekordok listáját.               | def cows = Cow.findAllByColor("lila")                              |
| findAllBy*Like()                                            | Visszaadja a mintának megfelelő rekordok listáját.               | def cows = Cow.findAllByColorLike("li%")                           |
| findWhere()                                                 | Visszaadja az első olyan rekordot, ami megfelel a feltételeknek. | def cow = Cow.findWhere(color:"lila")                              |
| A lekérdezőnyelv szintaxisa HQL (Hibernate Query Language). |                                                                  |                                                                    |

### Példánymetódusok
A GORM által kezelt domain osztályok példányváltozói mindig rendelkeznek a következő perzisztáló metódusokkal:
| Metódus   | Magyarázat                                              | Példa         |
| --------- | ------------------------------------------------------- | ------------- |
| save()    | Menti az adott rekordot adatbázisba.                    | cow.save()    |
| delete()  | Törli az adott rekordot adatbázisból.                   | cow.delete()  |
| refresh() | Aktualizálja az adott rekord állapotát az adatbázisból. | cow.refresh() |
| ident()   | Visszaadja az rekord azonosítóját az adatbázisból.      | cow.ident()   |

## Lásd még
- Groovy
- Java (programozási nyelv)